# Vernon Pugh
Glanville Vernon Pugh (Ammanford, 5 luglio 1945 – Cardiff, 25 aprile 2003) fu un dirigente sportivo ed ex rugbista a 15 internazionale rappresentante il Galles; già membro del comitato esecutivo del Cinque Nazioni e presidente della federazione rugbistica gallese, fu a capo dell'International Rugby Board durante il passaggio del rugby a 15 dal dilettantismo al professionismo e favorì l'ingresso dell'Italia al Cinque Nazioni.

## Biografia
Proveniente da Ammanford, villaggio gallese del Carmarthenshire, si laureò in legge ad Aberystwyth e perfezionò gli studi universitari a Cambridge tra il 1966 e il 1968.
Fu giocatore, per sua stessa ammissione non di grandi capacità, nei ruoli di centro e ala tra Cambridge, Pontypridd e Leicester, città nella cui università fu lettore in legge, e praticò la professione di avvocato a Cardiff.
Fu anche allenatore del Cardiff High School Old Boys (da lui ribattezzato Cardiff Harlequins per renderne il nome più popolare) e della selezione universitaria gallese prima di passare alla carriera dirigenziale nel rugby, rinunciando anche a un possibile incarico di giudice dell'Alta Corte di Giustizia anglo-gallese.
Nel 1994 fu eletto presidente della federazione rugbistica gallese ed entrò nel consiglio direttivo dell'International Rugby Board, di cui divenne presidente tre anni dopo.
Già dai primi anni novanta Pugh aveva preso atto in un libro bianco dell'inevitabilità del passaggio del rugby a 15 al professionismo, memore delle esperienze che avevano portato dieci anni prima l'IRB a organizzare la Coppa del Mondo per contrastare un tentativo di Rupert Murdoch di creare una competizione parallela a pagamento; da membro dell'IRB si trovò a fronteggiare il nuovo tentativo di Murdoch, stavolta riuscito, di assicurarsi dietro compenso le dirette televisive di un campionato di club tra le tre grandi nazioni rugbistiche dell'Emisfero Sud, e diede la spinta definitiva per passare nel 1995 al professionismo.
Anche a distanza di tempo furono mosse critiche all'operato di Pugh, motivate principalmente dal fatto che il passaggio al professionismo danneggiò nazioni di scarse risorse economiche ma dal ricco movimento rugbistico come Argentina, Romania, Figi, Samoa e le stesse Scozia e Galles, ma gli fu riconosciuto anche di essere stato l'unico ad aver capito che la mossa di Murdoch apriva una strada senza ritorno nel rugby e, quindi, piuttosto che subire il fatto compiuto, di aver preferito spingere l'IRB a gestire in prima persona il professionismo.
Da dirigente IRB promosse anche la nascita dell'European Rugby Cup e delle sue principali manifestazioni annuali di club, la Heineken Cup e la Challenge Cup, assumendo anche posizioni rigide quali quella di sanzionare la federazione inglese per la sua posizione di fronte al boicottaggio dei suoi club delle competizioni internazionali e per aver permesso di disputare incontri con Cardiff e Swansea, all'epoca sanzionati anch'essi dalla federazione gallese per il citato boicottaggio.
Pugh fu tra i principali assertori del ripristino del rugby come disciplina olimpica al fine di assicurarle quella visibilità e popolarità a livello mondiale che ancora le mancava e, nel 1997, fu il promotore dell'ingresso dell'Italia nel Cinque Nazioni, patrocinandone la causa anche nell'esame del Comitato nei primi mesi del 1998.
Mentre era ancora in carica come presidente dell'IRB gli fu diagnosticato un tumore a un rene e, nel settembre 2002, dovette sottoporsi a un intervento chirurgico che lo impossibilitò a continuare a esercitare la carica, tanto da venir sostituito a interim da Syd Millar; morì il 25 aprile 2003 a Cardiff, e a succedergli alla guida dell'IRB fu lo stesso Millar.